# Campanula cymaea
Campanula cymaea är en klockväxtart som beskrevs av Demetrius Phitos. Campanula cymaea ingår i släktet blåklockor, och familjen klockväxter. Inga underarter finns listade i Catalogue of Life.